# Saint-Jean-Soleymieux
Saint-Jean-Soleymieux è un comune francese di 841 abitanti situato nel dipartimento della Loira della regione dell'Alvernia-Rodano-Alpi.

## Società

### Evoluzione demografica
Abitanti censiti